# Luis de Briceño

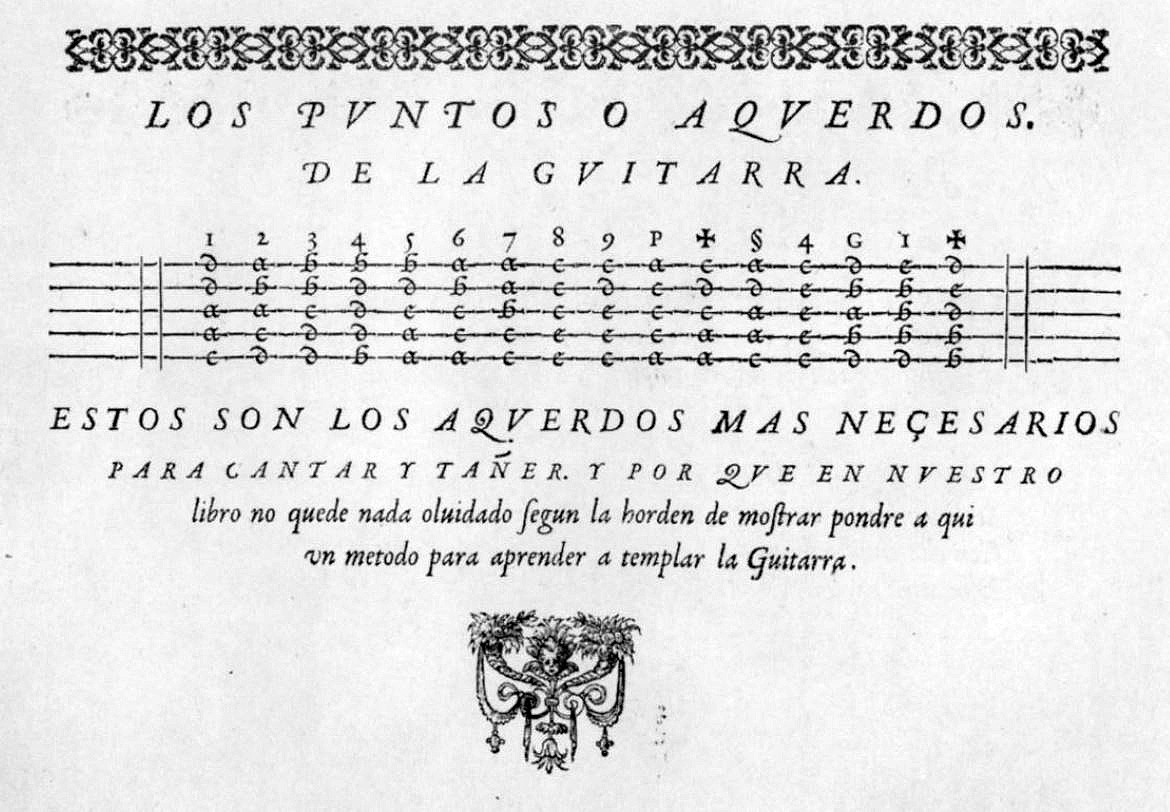
Página de Metodo mui facilissimo de Luis de Briceño.

Luis de Briceño (ativo entre 1610 e 1630) foi um guitarrista e teórico musical que introduziu o estilo da guitarra espanhola em França, onde antes o único instrumento de cordas pulsadas encarado seriamente era o alaúde.
Existem sobre ele poucos dados biográficos. Crê-se que era de origem galega e que viveu em Paris, cidade onde alcançaria grande fama como guitarrista. Viajou entre os altos círculos das cortes de ambos os países, e é citado pela primeira vez como uma autoridade na guitarra espanhola em 1614. O seu Metodo mui facilissimo para Aprender a tañer la guitarra a lo español (Paris, 1626) é uma das principais fontes para o conhecimento do estilo espanhol, já que poucos livros surgiram durante este período.